# داف ۶۶
داف ۶۶ (DAF ۶۶) خودرویی است که در سال‌های ۱۹۷۲ تا ۱۹۷۵در آیندهوون تولید شده‌است.
طراحی آن خودروهای موتور جلو-محور عقب بوده است.